# سرایا السلام
سرایا السلام یک گروه شبه‌نظامی شیعه عراقی است که در سال ۲۰۱۴ تشکیل شد. آنها بخشی از حشد شعبی هستند و تا حدودی احیای لشکر مهدی محسوب می‌شوند. نام سرایا السلام به معنای «گروهان‌های صلح» است، برای نشان دادن این موضوع، این گروه شبه‌نظامی از کبوتر به عنوان نماد خود نیز استفاده می‌کند. نام این گروه، همراه با لوگوی آن - که کبوتری را در مقابل پرچم عراق نشان می‌دهد - نشان دهنده تلاش صدر برای حفظ صلح با سنی‌ها و دولت مرکزی عراق است. از سال ۲۰۲۲، عملیات این گروه متوقف شده است، اگرچه هنوز فعال است اما در مقیاس کوچکتر.

## تاریخچه
مقتدی صدر، پسر محمد صادق صدر، فعال ضد صدام، که پس از تعطیلی روزنامه‌اش الحمزه توسط حکومت موقت ائتلاف، اولین سازمان شبه‌نظامی خود، جیش المهدی، را تأسیس کرد. این سازمان از حمایت عناصر سنی و شیعه جامعه عراق برخوردار بود و آنها را در مواردی مانند نبرد اول فلوجه و محاصره شهرک صدر علیه نیروهای ائتلاف متحد می‌کرد. شعارها و پلاکاردهایی که حاوی تبلیغات در حمایت از صدر و جیش المهدی بودند، در هر دو مورد وجود داشتند.
پس از محاصره شهرک صدر، مقتدی صدر و حامیانش، صدری‌ها، به سکوت فرورفتند، به جز مواردی که با نام‌های مختلف گروهی مانند گروه‌های ویژه که نفوذ صدری داشتند، اما به دولت عراق وفادار بودند و در نهایت به جای یک ایدئولوژی مستقل، نفوذ قابل توجهی از ایران داشتند، دوباره ظهور کردند.
صدر در سال ۲۰۱۴ نیروهای شبه‌نظامی خود را اصلاح کرد، تا از زیارتگاه‌های شیعه در برابر داعش محافظت کند. این شبه‌نظامیان جدید تقریباً به‌طور کامل از بقایای ارتش مهدی تشکیل شده بودند. به گفته فالح ا. جبار و رناد منصور، صدری‌ها تا حد زیادی از بودجه ایران محروم شده‌اند.
در ژوئن ۲۰۱۴، این گروه‌های صلح در شهرک صدر، محله فقیرنشینی در بغداد که به خاطر مرکز اصلی عملیات ارتش مهدی در طول جنگ عراق بدنام بود، رژه رفتند. گروه‌های صلح علاوه بر محافظت از زیارتگاه‌ها، در عملیات تهاجمی مانند بازپس‌گیری جرف النصر در اکتبر ۲۰۱۴ شرکت کردند. آنها فعالیت‌های خود را در فوریه ۲۰۱۵ به‌طور موقت متوقف کردند، اما در نبرد دوم تکریت در ماه مارس فعال بودند.
گردان‌های صلح اعلام کردند که توانسته‌اند مناطق وسیعی از جرف الصخر را آزاد کنند و بعداً از تحویل تمام این مناطق آزاد شده به نیروهای امنیتی خبر دادند. مقتدی صدر در بیانیه‌ای که در ۱۷ فوریه ۲۰۱۵ منتشر کرد، فعالیت گردان‌های صلح را تا اطلاع ثانوی متوقف کرد و صدر در ۸ مارس ۲۰۱۵ با انتشار بیانیه‌ای از سوی دفترش، لغو توقف فعالیت و مشارکت جنگجویان سرایا السلام در عملیات موصل را اعلام کرد.
پس از آن بیانیه، رزمندگان تیپ همچنین مناطق وسیعی را در سامرا و جزیره الاسحاقی در استان صلاح‌الدین تصرف کردند و مسئول آزادسازی آنچه از آنها باقی مانده بود، شدند.
جرف الصخر ناحیه ای حدود ۶۰ است کیلومتری جنوب غربی بغداد. این منطقه یک مثلث مرزی بین شمال بابل، شرق انبار و جنوب بغداد تشکیل می‌دهد. این منطقه در کنار رودخانه فرات واقع شده و با زمین‌های کشاورزی وسیع خود شناخته می‌شود. این منطقه تحت کنترل داعش بود و اعضای آن از آنجا برای انجام عملیات تروریستی در کربلا و بابل استفاده می‌کردند. گردان‌های صلح مستقیماً در جرف الصخر مداخله کردند. در ۱۵ اکتبر ۲۰۱۴، نیروهای سرایا السلام توانستند کل منطقه دریاچه‌ها را آزاد کرده و آن را به نیروهای امنیتی تحویل دهند.
آمرلی منطقه‌ای از شهرستان طوزخورماتو با اکثریت شیعه ترکمن است. در ۱۰ ژوئن ۲۰۱۴، داعش پس از سقوط موصل، این شهر را محاصره کرد. در طول دوره محاصره، آنها آب را قطع کردند و به مدت ۸۰ روز از ورود غذا و دارو به شهر جلوگیری کردند. مردم شهر در برابر محاصره مقاومت کردند، مانع از حمله داعش به شهر خود شدند و توانستند حملات مکرر آن را دفع کنند. در ۲۳ اوت ۲۰۱۴، دفتر صدر بیانیه‌ای از رهبر جنبش صدر، مقتدی صدر، منتشر کرد که در آن از گردان‌های صلح خواسته بود تا با نیروهای امنیتی برای پایان دادن به محاصره آمرلی هماهنگی کنند. در واقع، نیروهای بزرگی به حومه شهر رسیدند و شروع به آماده شدن برای یک عملیات بزرگ برای لغو محاصره کردند. گردان‌های صلح عملیات «ما داریم می‌آیم، آمرلی» را آغاز کردند. در ۳۱ اوت، نیروهای مشترک ارتش عراق، واحدهای بسیج مردمی و گردان‌های صلح موفق شدند محاصره شهر آمرلی را بشکنند و از چندین محور وارد شهر شوند، در حالی که گردان‌های صلح اعلام کردند که پس از سه روز توانسته‌اند روستای البو حسن در حومه شهر آمرلی را آزاد کنند.
پس از آنکه داعش کنترل کل جزیره سامرا را به دست گرفت، سامرا در غرب شهر سامرا واقع شده است. سامرا شهری مقدس برای شیعیان محسوب می‌شود و رابط بین استان‌های صلاح الدین، انبار و نینوا است. سامرا مناطق وسیعی را در بر می‌گیرد که شامل زمین‌های مختلف و متنوعی است و به پناهگاهی امن برای شبه‌نظامیان القاعده و بعدها شبه‌نظامیان داعش تبدیل شده است.
در اول مارس ۲۰۱۶، گردان‌های صلح از آغاز عملیات مشترک بزرگی با همکاری ارتش عراق، پلیس فدرال و مبارزان گردان‌های صلح و نیروهای بسیج مردمی برای آزادسازی این جزیره خبر دادند. این نبرد به مدت سه روز ادامه یافت که طی آن نیروهای مشترک توانستند پس از حرکت نیروها از منطقه، به دریاچه ثرثار برسند و مساحتی تقریباً ۴۲ کیلومتر را آزاد کردند.
پس از شکست داعش، نخست‌وزیر عادل عبدالمهدی تصمیمی مبنی بر سازماندهی نیروهای حشد الشعبی با تشکیلات ارتش و پلیس و محدود کردن سلاح‌ها به دولت صادر کرد. در نتیجه، صدر اکثر عملیات‌های شبه‌نظامیان را در سال ۲۰۲۱ متوقف کرد، با این حال، هنوز به عنوان «درسی در سیاست» عمل می‌کند.
در سال ۲۰۲۲، پس از آنکه سعد اعلام کرد از سیاست کناره‌گیری خواهد کرد، گروه‌های شیعه علیه یکدیگر شورش کردند و از آنجایی که گمان می‌رود ایران بر جمعیت شیعه نفوذ دارد، گروه‌های مسلح عملاً اتحاد خود را در زمینه مبارزه قدرت از دست دادند. استدلالی وجود داشته مبنی بر اینکه ممکن است در نتیجه تصمیمات محمد شیاع السودانی در مورد اصلاح گروه‌ها و مبارزه قدرت با محوریت ایران در منطقه، یک درگیری داخلی جدید در میان شیعیان آغاز شود. همچنین گزارشی از درگیری جزئی هواداران سرایا السلام در سال ۲۰۲۳ با عصائب اهل حق، یکی دیگر از گروه‌های شبه‌نظامی شیعه در منطقه، منتشر شده است. به همین ترتیب، صدر گزارش داده است که در چارچوب جنگ غزه، خواستار اقدام علیه ایالات متحده شده است که به معنای حمایت از غزه است. همچنین گزارش شده است که از سال ۲۰۲۳، سرایا السلام از نیروهای بسیج مردمی جدا شده است، بنابراین تمام فعالیت‌های آنها به جز فعالیت‌های مجاز دولتی، اقدامات مستقلی هستند. صدر نیز با استفاده از شبکه‌های خود که با شبه‌نظامیان ایجاد کرده بود، اعتراضاتی را در حمایت از حماس سازماندهی کرده است.